# Premier rapport d'évaluation du GIEC
Le premier rapport d'évaluation du Groupe d'experts intergouvernemental sur l'évolution du climat (GIEC) a été rédigé en 1990.  Il a servi de base à la Convention-cadre des Nations unies sur les changements climatiques (CCNUCC). 

## Vue d'ensemble
Le rapport d'évaluation est constitué de trois rapports portant sur des thèmes spécifiques et d'une synthèse complète des travaux. 
Les trois parties du rapport ont été répartis entre trois groupes de travail du GIEC : 
- Groupe de travail I : Évaluation scientifique du changement climatique, édité par J.T. Houghton, G.J. Jenkins et J.J. Ephraums[1]
- Groupe de travail II : Évaluation des impacts du changement climatique, édité par W.J. McG.  Tegart, G.W. Sheldon et D.C. Griffiths[2]
- Groupe de travail III : Stratégies de réponse du GIEC[3]

La synthèse complète du premier rapport d'évaluation fait mention des conclusions suivantes :   
« We are certain of the following: there is a natural greenhouse effect...; emissions resulting from human activities are substantially increasing the atmospheric concentrations of the greenhouse gases: CO2, methane, CFCs and nitrous oxide. These increases will enhance the greenhouse effect, resulting on average in an additional warming of the Earth's surface. The main greenhouse gas, water vapour, will increase in response to global warming and further enhance it. »
« Nous sommes certains des éléments suivants : il existe bel et bien un effet de serre naturel; les émissions résultant des activités humaines augmentent considérablement les concentrations atmosphériques des gaz à effet de serre : CO2, méthane, chlorofluorocarbures et protoxyde d'azote. Ces augmentations renforceront l'effet de serre, entraînant un réchauffement supplémentaire de la surface de la Terre. Le principal gaz à effet de serre, la vapeur d’eau, sera d'autant plus abondant que la planète se réchauffe et ce gaz à effet de serre supplémentaire contribuera à son tour au réchauffement. »
« We calculate with confidence that: ...CO2 has been responsible for over half the enhanced greenhouse effect; long-lived gases would require immediate reductions in emissions from human activities of over 60% to stabilise their concentrations at today's levels... »
« Nos calculs montrent avec certitude que : ... le CO2 est responsable de plus de la moitié de l’augmentation de l'effet de serre terrestre; stabiliser les concentrations des gaz à longue durée de vie à leurs niveaux actuels nécessiterait une réduction de plus de 60% des activités humaines émettrices de ces gaz... »
« Based on current models, we predict: under BAU [business as usual] increase of global mean temperature during the [21st] century of about 0,3 °C per decade (with an uncertainty range of 0,2 to 0,5 °C per decade); this is greater than that seen over the past 10,000 years; under other ... scenarios which assume progressively increasing levels of controls, rates of increase in global mean temperature of about 0,2 °C [to] about 0,1 °Cper decade. »
« Sur la base de nos modèles actuels, nous prévoyons : dans le scénario de continuité, une augmentation de +0,3 °C par décennie de la température moyenne mondiale au cours du XXIe siècle (avec une marge d'incertitude de 0.2 à 0,5 °C par décennie) ; il s'agit d'une augmentation de la température moyenne encore jamais vue au cours des 10 000 dernières années ; dans les scénarios qui font l'hypothèse de contrôles de plus en plus importants des émissions, l'augmentation de la température moyenne mondiale est de l'ordre de 0,2 °C à 0,1 °C par décennie. »
« There are many uncertainties in our predictions particularly with regard to the timing, magnitude and regional patterns of climate change, due to our incomplete understanding of: sources and sinks of GHGs; clouds; oceans; polar ice sheets. »
« Nos prévisions comportent de nombreuses incertitudes, en particulier en termes de temporalité, d'ampleur et d'impacts régionaux du changement climatique, en raison de notre compréhension partielle des : sources et puits de gaz à effet de serre ; des nuages ; des océans ; des calottes polaires. »
« Our judgement is that: global mean surface air temperature has increased by 0.3 to 0,6 °CC over the last 100 years...; The size of this warming is broadly consistent with predictions of climate models, but it is also of the same magnitude as natural climate variability. Thus the observed increase could be largely due to this natural variability; alternatively this variability and other human factors could have offset a still larger human-induced greenhouse warming. The unequivocal detection of the enhanced greenhouse effect is not likely for a decade or more. »
« Notre conclusion est la suivante : la température moyenne de l'air à la surface de la Terre a augmenté de 0,3 à 0,6 °C au cours des 100 dernières années...; L'ampleur de ce réchauffement est globalement conforme aux prévisions des modèles climatiques, cependant il est du même ordre de grandeur que la variabilité climatique naturelle. L'augmentation observée pourrait donc être due en grande partie à cette variabilité naturelle. Néanmoins, il se pourrait au contraire que cette variabilité et d'autres facteurs humains aient compensé un réchauffement d'origine humaine encore plus important. Il sera probablement difficile de confirmer définitivement l'augmentation de l'effet de serre terrestre avant une décennie ou plus. »
« under the IPCC business as usual emissions scenario, an average rate of global mean sea level rise of about 6cm per decade over the next century (with an uncertainty range of 3 – 10cm per decade), mainly due to thermal expansion of the oceans and the melting of some land ice. The predicted rise is about 20cm ... by 2030, and 65 cm by the end of the next century. »
« Dans le scénario de continuité du GIEC, le taux d'élévation moyen du niveau de la mer est de l’ordre de 6 cm par décennie au cours du prochain siècle (avec une marge d’incertitude de 3 à 10 cm par décennie), principalement en raison de la dilatation thermique des océans et de la fonte de certains glaciers. L'augmentation prévue est d'environ 20 cm ... d'ici 2030 et de 65 cm d'ici à la fin du siècle. »